# Paula Fernandes
Paula Fernandes de Souza là một ca sĩ, nhà soạn nhạc và cải biên của âm nhạc quốc gia Brasil.

## Danh sách đĩa nhạc
Album phòng thu
- Paula Fernandes (1993)
- Ana Rayo (1995)
- Canções do Vento Sul (2005)
- Dust in the Wind (2007)
- Pássaro de Fogo (2009)

Sống album
- Paula Fernandes: Ao Vivo (2011)